# リシア電気石

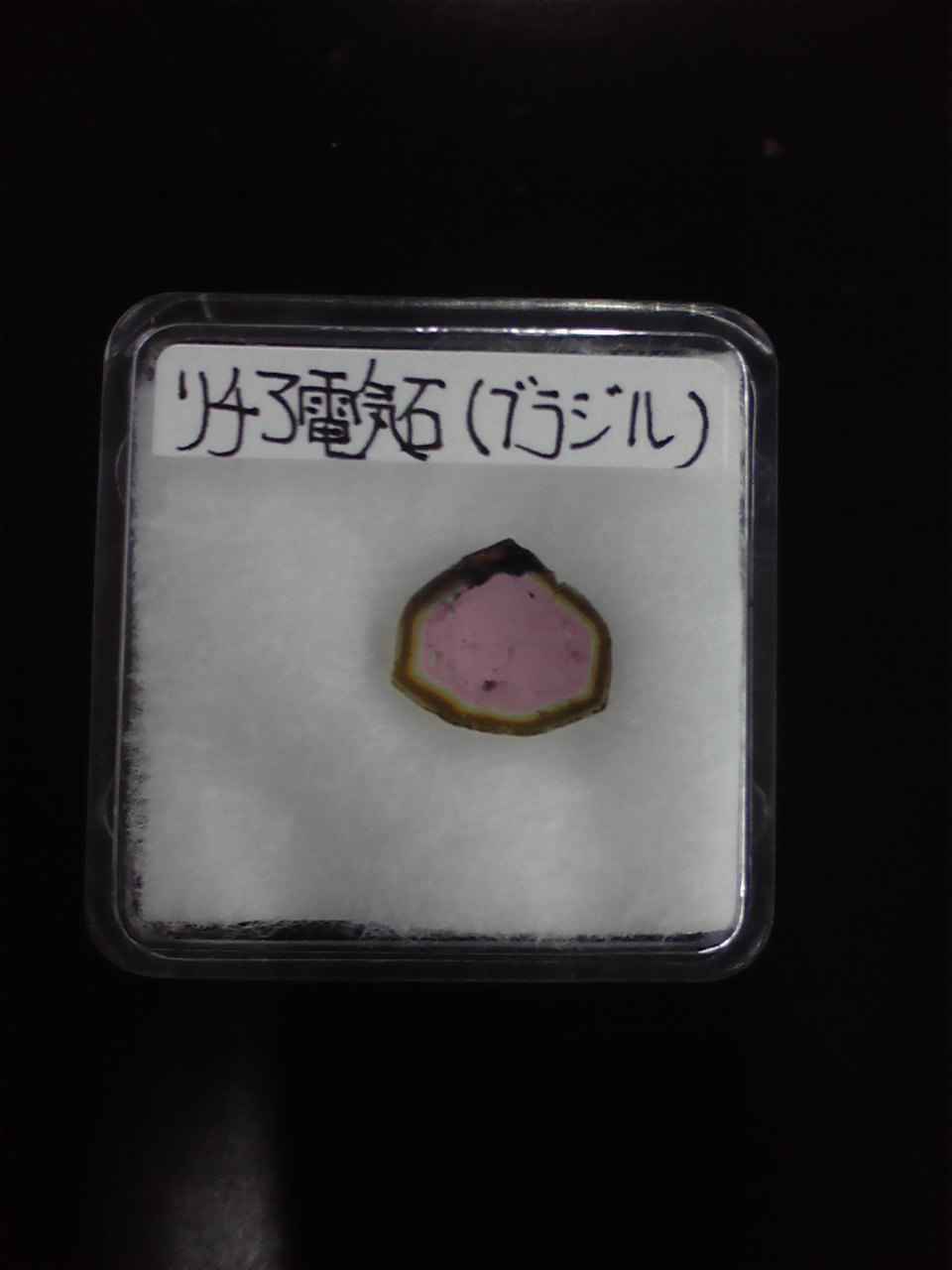
ウォーターメロン

リシア電気石（リシアでんきせき）またはエルバアイト（elbaite）は、ナトリウム、リチウム、アルミニウム、ホウ化ケイ素 を含む鉱物（ケイ酸塩鉱物）の一種であり、電気石（トルマリン）グループに属する。リチア電気石とも表記する。
構成元素の違いにより苦土電気石（ドラバイト、dravite）、フッ素リディコート電気石（フルオロリディコータイト、Fluor-liddicoatite）、鉄電気石（ショール、schorl）の3種に連続的に変化する。そのため、他の電気石同様に理想的な組成式を有する結晶は天然には発見されていない。
マダガスカル産のリシア電気石とされていたものはカルシウムがナトリウムに卓越していたため、1977年に「リディコート電気石」（Liddicoatite）として新種記載されたが、タイプ標本の組成においてフッ素が記載論文で定義された水酸基より卓越していると判明したため2011年に「フッ素リディコート電気石」と再定義され、水酸基卓越の「リディコート電気石」は未承認扱いとなっている。

## 諸性質
- プリズム[6]：直進
- 屈折[6]：nω = 1.635 - 1.650、nε = 1.615 - 1.632
- 副屈折[6]：δ = 0.020
- 密度[6] ： 2.9 - 3.2
- 透明度[6] ：透明～半透明
- 苦土電気石との間に連続固溶体を作らない[2]。
- 圧電性が著しい[2]。

## 用途
リシア電気石は色の深さや結晶の品質の多様性に富むことから、理想的なトルマリン宝石である。特に緑色のものは「ブラジルエメラルド」として知られる。

### 宝石としての種類
- アクロアイト (achroite) : 無色。
- インディゴライト (indicolite) : 青色。別名「ブルートルマリン」。
- ルベライト (rubellite): 赤色から桃色。
- ヴェルデライト (verdelite) : 緑色。

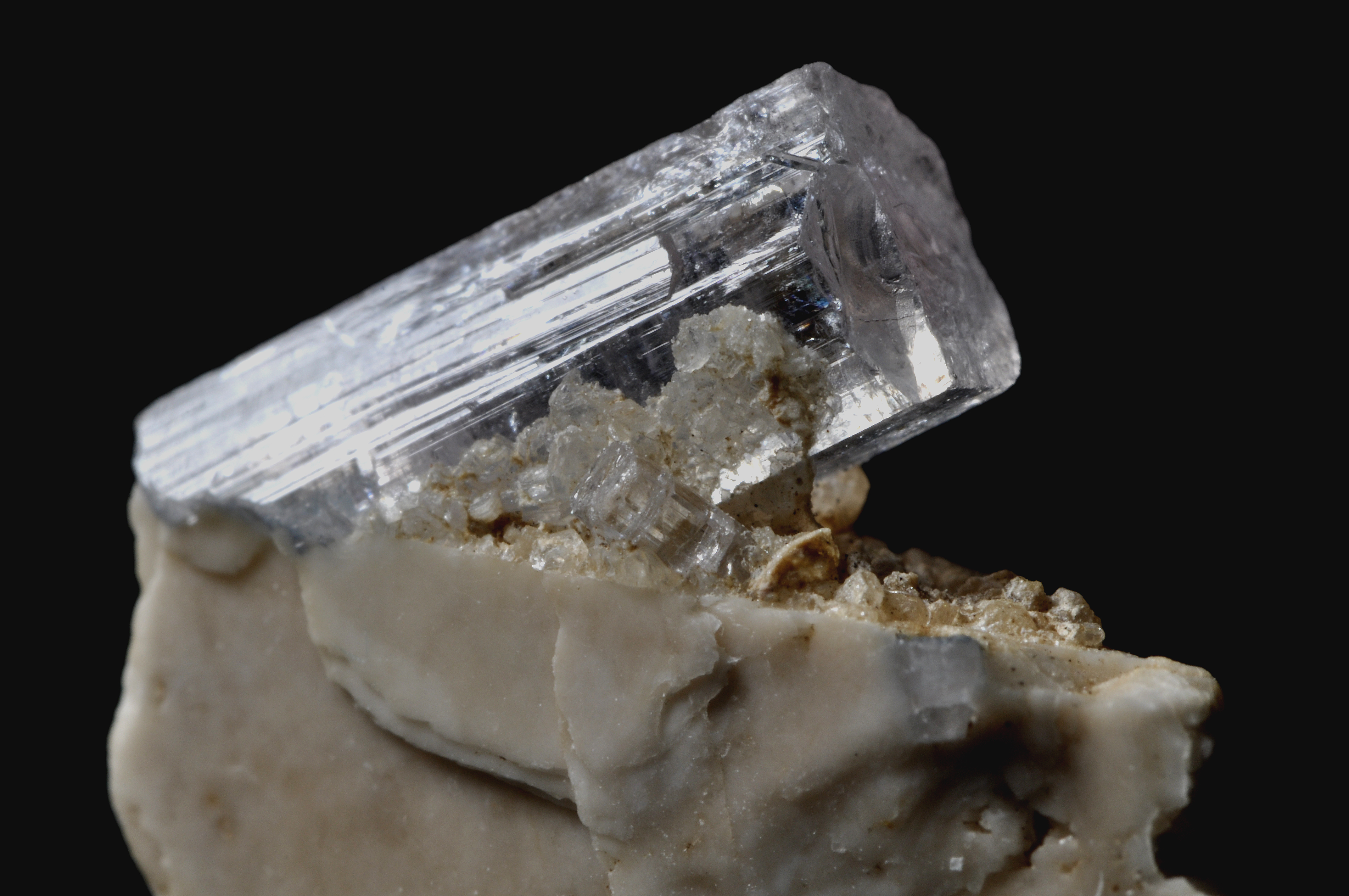
アクロアイト
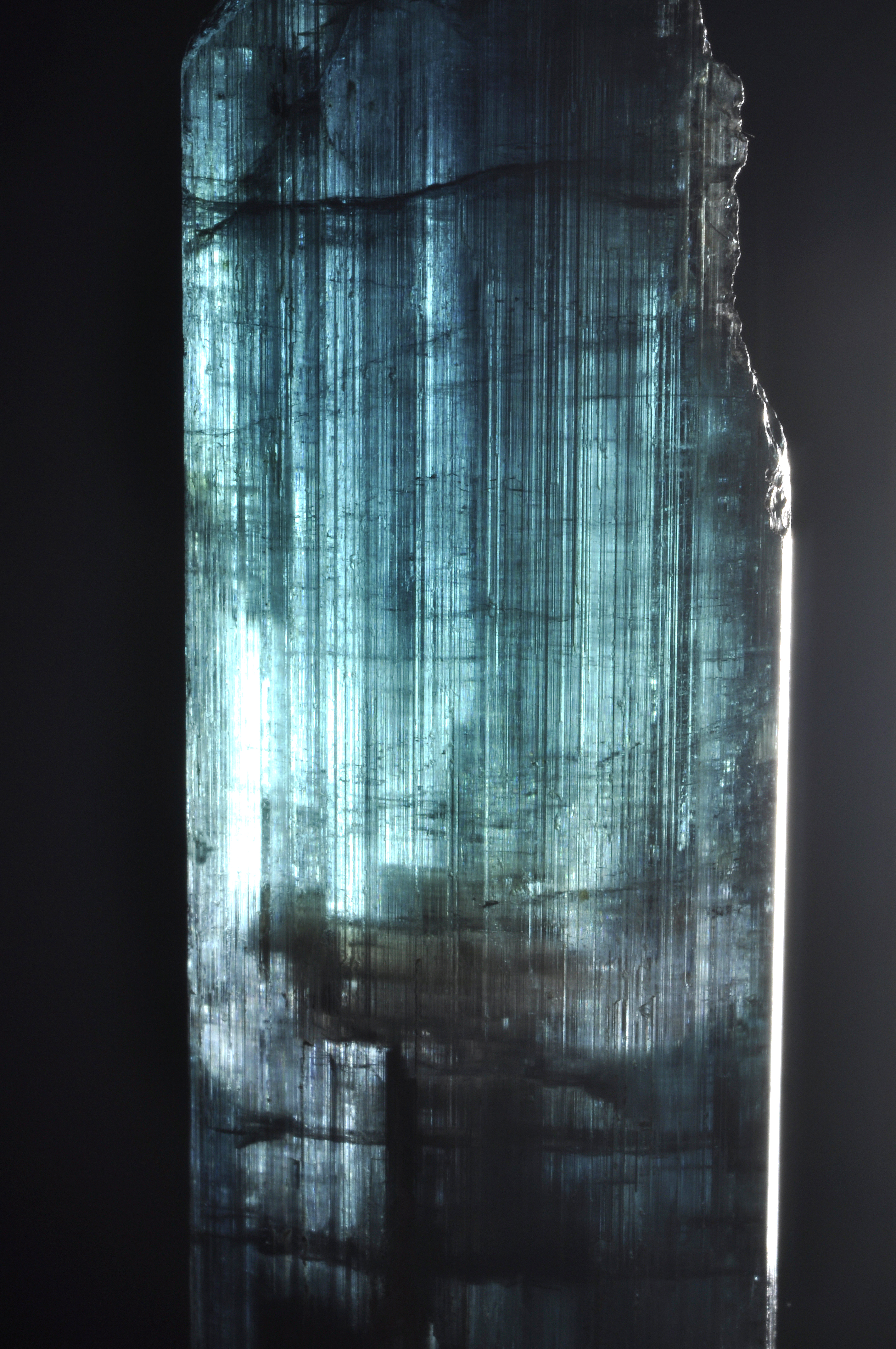
インディゴライト
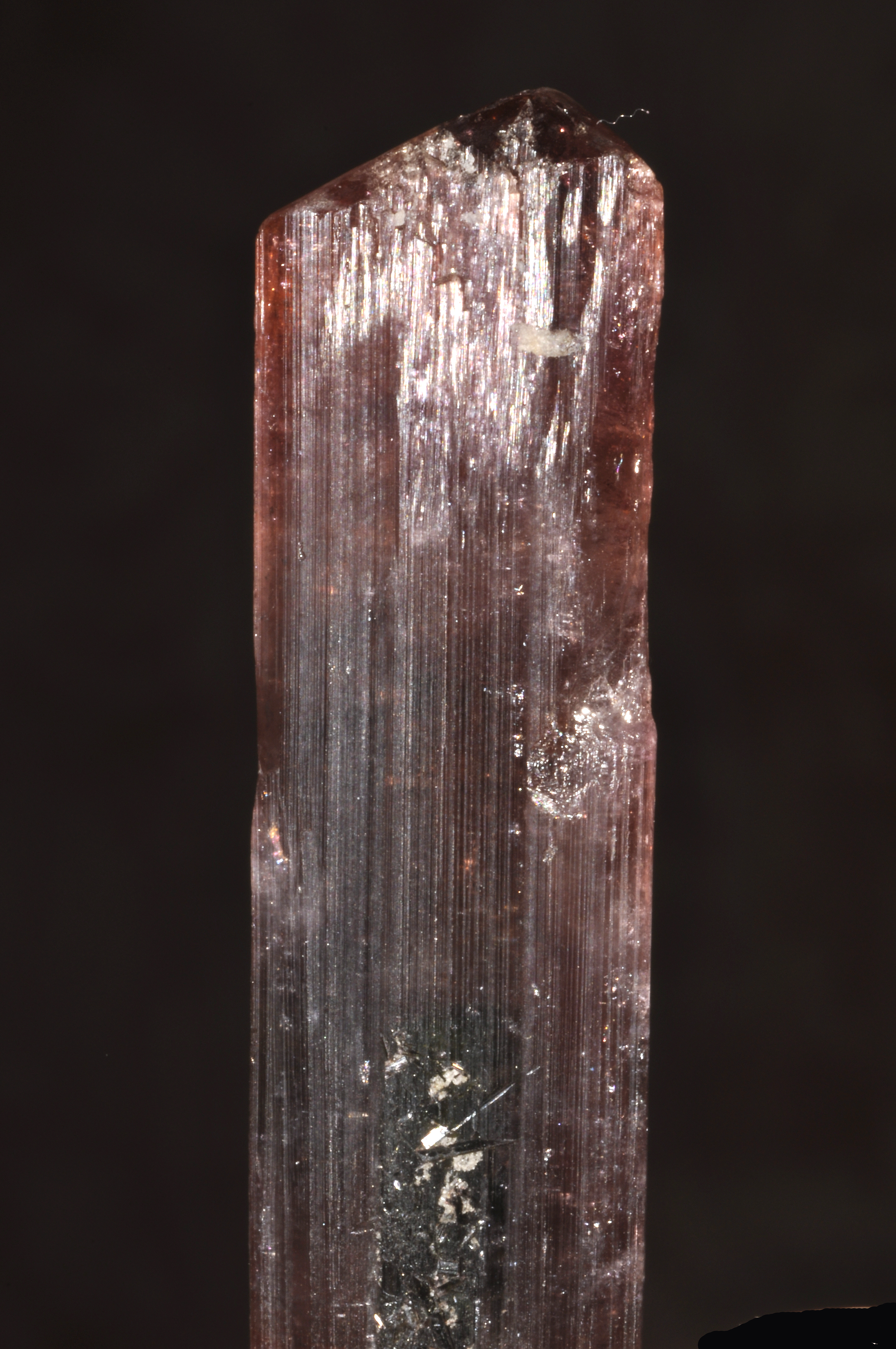
ルベライト
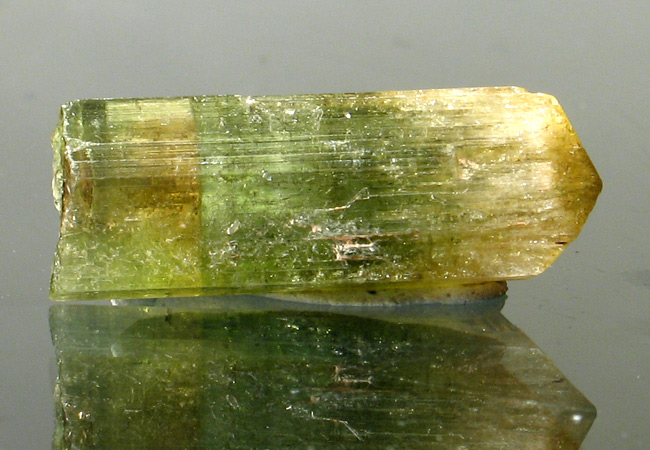
ヴェルデライト

## 主な産地
最初に発見されたのは、イタリアのエルバ島であり、1913年のことであった。 それ以来、世界各地で発見されている。主産地は1994年に発見されたカナダ・ユーコン準州のO'Grady Lakesである。
日本国内では茨城県・岩手県・福岡県の3か所で発見されている。

## 生成環境
リシア電気石は火成岩や変成岩の鉱脈で、花崗岩質ペグマタイトの中に紅雲母（リチア雲母）・微斜カリ長石・リシア輝石とともに副成分鉱物として産する。特に大規模な熱水交代鉱床における、モリブデン鉱や錫石と共に片岩中に紅柱石や黒雲母がある状態で産する。 